# Louise Allen
Louise Allen (ur. 1949 w Norfolk) – brytyjska pisarka specjalizująca się w romansach.

## Życiorys
Zaczęła pisać, gdy pracowała jako bibliotekarka. Jest autorką ponad 50 powieści przekładanych na wiele języków. Tworzy pojedyncze powieści, jak i powieści w cyklach.
Mieszka w Cley next the Sea w Anglii.

## Nagrody
Powieść A Proposal to Risk Their Friendship otrzymała nagrodę The Shorter Romantic Novel Award 2022 w brytyjskim prestiżowym konkursie The Romantic Novel of the Year Awards. Powieść The Earl’s Mysterious Lady zdobyła nagrodę The Shorter Romantic Novel Award 2023 w konkursie The Romantic Novel of the Year Awards.

## Publikacje książkowe (wybór)[3]
- 2023: Najgorsza kandydatka na żonę (tyt. oryg. Least Likely to Marry a Duke, 2019), cykl Liberated Ladies (tom 1), seria Harlequin
- 2023: Na przekór konwenansom (tyt. oryg. The Earl's Marriage Bargain, 2020), cykl Liberated Ladies (tom 2), seria Harlequin
- 2023: Najgorsza decyzja markiza Cranforda (tyt. oryg. A Marquis in Want of a Wife, 2020), cykl Liberated Ladies (tom 3), seria Harlequin